# Joe Davies (cầu thủ bóng đá, sinh 1926)
Joe Davies (1926 – 1973) là một cầu thủ bóng đá người Anh thi đấu ở vị trí tiền vệ chạy cánh ở Football League cho Chester.